# Geraldo do Espírito Santo Ávila
Geraldo do Espírito Santo Ávila (* 10. April 1929 in Diamantina, Brasilien; † 14. November 2005 in Brasília) war ein brasilianischer, römisch-katholischer Geistlicher und Militärerzbischof von Brasilien.

## Leben
Nach dem Studium der Theologie wurde Geraldo do Espírito Santo Ávila am 29. November 1953 zum Priester geweiht. 
Am 27. Juni 1977 ernannte ihn Papst Paul VI. zum Weihbischof im Erzbistum Brasília und gleichzeitig zum Titularbischof von Gemellae in Numidia. Die Bischofsweihe empfing er am 3. September 1977 durch den Erzbischof von Brasília, José Newton de Almeida Baptista, Mitkonsekratoren waren João de Souza Lima, der Weihbischof von Derbe und Apostolischer Administrator von Itacoatiara, und Geraldo de Proença Sigaud, der Erzbischof von Diamantina. 
Am 31. Oktober 1990 wurde er zum Militärerzbischof von Brasilien ernannt und am 12. Dezember 1990 in das Amt eingeführt. Am 7. März 1998 erklärte er gemäß den neuen Vergaberichtlinien der römischen Kurie seinen Verzicht auf seinen Titularsitz. Vom 29. Mai 1998 bis zum 19. Mai 1999 war er während der Sedisvakanz Apostolischer Administrator von Ipameri.
Erzbischof Geraldo do Espírito Santo Ávila verstarb im Alter von 76 Jahren an einem Krebsleiden und wurde am 16. November 2005 in der Militär-Kathedrale „Maria Königin des Friedens“ beigesetzt. Die Totenmesse für ihn feierte der Erzbischof von Brasilia, João Bráz de Aviz.